# Oziorni (Krasnodar)
|  | Per a altres significats, vegeu «Oziorni». |

Oziorni - Озёрный (rus) és un poble (un possiólok), un poble, del krai de Krasnodar, a Rússia. Es troba a la vora d'un afluent del riu Txelbas, a 16 km al nord-est de Kropotkin i a 143 km al nord-est de Krasnodar, la capital.
Pertany al municipi de Possiólok ímieni M. Górkogo.